# Адам изгнанный
«Адам изгнанный» — трагедия нидерландского писателя Гуго Гроция, написанная в 1601 году. Была опубликована в составе сборника Sacra, который Гроций посвятил Генрих II де Бурбону, принцу Конде. В начале 1602 года состоялась первая театральная постановка (во Франции, для избранной аристократической публики).

## Содержание
Пьеса написана на основе первых трёх глав ветхозаветной Книги Бытия. В ней рассказывается о грехопадении Адама и Евы, причём во многих сценах изложение очень близко к библейскому тексту. Ещё одним важным источником для Гроция стали трагедии Сенеки

## Восприятие
Современники высоко оценили «Адама изгнанного». Иоганн Мейрсиус написал даже, что благодаря этой пьесе литература «белгов» теперь превосходит древнегреческую и римскую. Высокие оценки встречаются и в литературоведении XX века: один из авторов увидел в «Адаме» «высшее осуществление драматических возможностей столь частого в литературе мотива грехопадения».
«Адам изгнанный» стал образцом для Йоста ван ден Вондела, написавшего драматическую трилогию на библейские сюжеты («Люцифер», «Адам в изгнании», «Ной»).